# Svetlyj (Oblast' di Kaliningrad)
Svetlyj (in russo Светлый?) è una città della Russia, posta nell'oblast' di Kaliningrad.
Storicamente appartenuta alla Germania, fu nota fino al 1946 con il nome di Zimmerbude.

## Storia
La località nacque verso il 1640 come centro di pesca con il nome di Zimmerbude, nell'allora ducato di Prussia. Porta l'attuale nome dal 1946, che potrebbe essere tradotto come "città luminosa".
Nel 1955 le venne assegnato il rango di città. Incorporate in Swetly furono le località di Peyse (russo: Komsomolski) e di Neplecken (russo: Charkowskoje).

### Peyse
Peyse era un luogo di pescatori a est dell'abitato di pescatori Wiek. Qui si trovava dal 1935 un punto di appoggio della Kriegsmarine. Dal 1938 essa funse da centrale a carbone per la fornitura di energia elettrica. Con due bacini di carenaggio, il porto di Peyse era una ideale località industriale.

### Località sovietica di Swetlowski 1947–1949
La località sovietica di Swetlowski (in russo Светловский сельский Совет?, Swetlowski selski Sowet) nell'estate del 1947 fu incorporata nel rajon di Zelenogradskij.
La sua sede amministrativa fu la località di Swetloje
Alla località sovietica di Swetlowski appartenevano:
| Nome località              | Nome tedesco (fino al 1947)        |
| -------------------------- | ---------------------------------- |
| Bobrowo (Боброво)          | Kobbelbude (Casa del guardaboschi) |
| Charkowskoje (Харьковское) | Neplecken                          |
| Kostrowo (Кострово)        | Bludau                             |
| Kremnjowo (Кремнёво)       | Groß Blumenau und Klein Blumenau   |
| Swetloje (Светлое)         | Zimmerbude                         |

Nel 1949 le due località di Komsomolski (ted. Peyse) e di Swetloje divennero un'unica "città dei lavoratori" con il nome di Swetly. L'insediamento sovietico di Swetlowski, cui presumibilmente apparteneva anche la località di Charkowskoje, fu annessa al Rajon di Primorsk e fino al 1952 amministrata dalla città di Baltijsk. Dopo alcuni mesi, durante i quali l'insediamento sovietico fu nuovamente separato dal Rajon di Primorsk, essa fu incorporata nello stesso anno nel nuovo sobborgo di Kaliningrad (russo Пригородная зона Калининграда, Prigorodnaja sona Kaliningrada), città dalla quale fu amministrata. Le rimanenti località di Swetlowski, nel 1949 furono presumibilmente separate dal sobborgo kaliningradese di Logwino, all'interno del Rajon di Primorsk.

### Sviluppo demografico

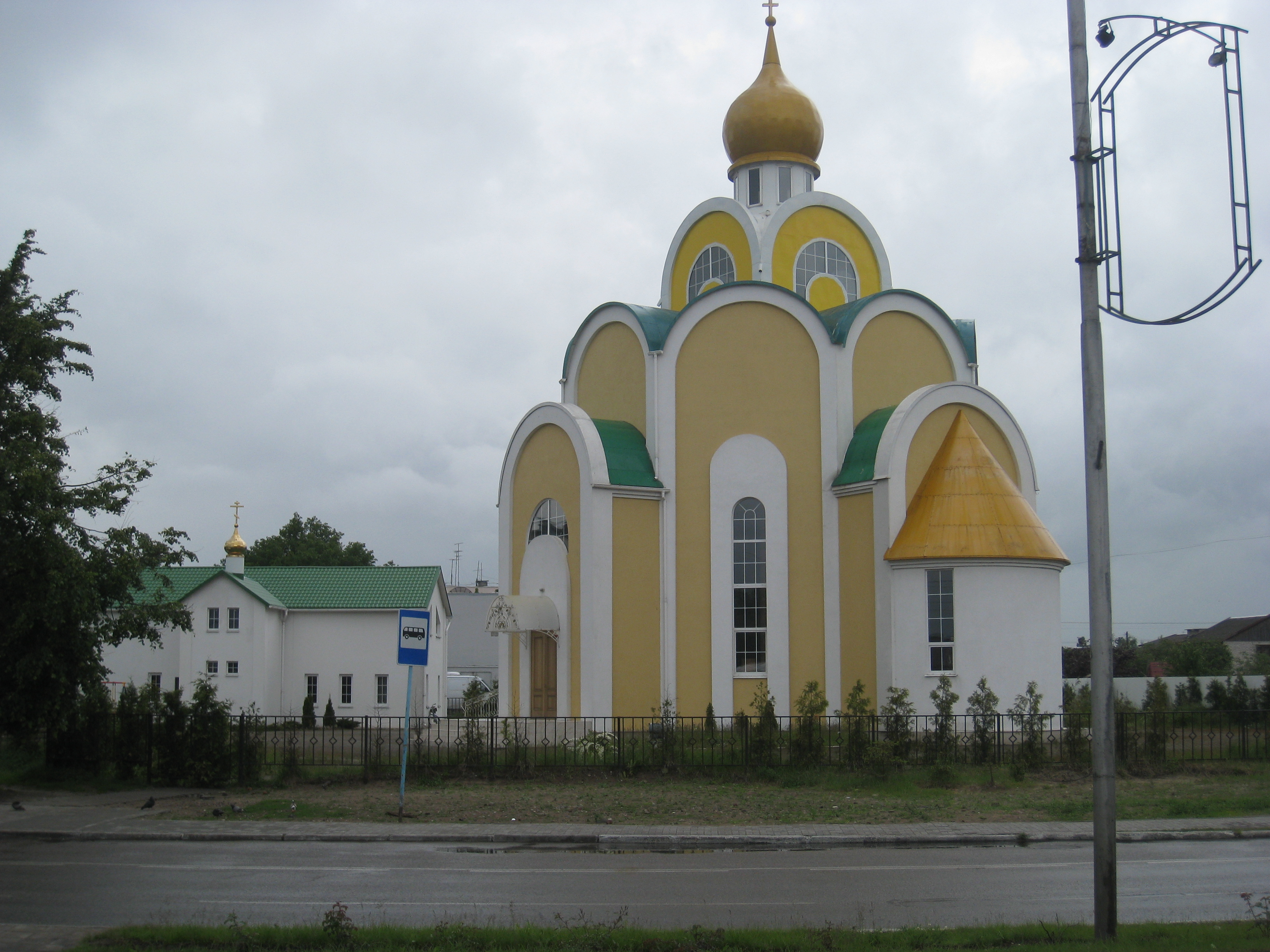
La chiesa ortodossa di Santa Barbara a Svetlyj

| Anno | Abitanti |
| ---- | -------- |
| 1933 | 921      |
| 1959 | 7.419    |
| 1970 | 14.836   |
| 1979 | 17.031   |
| 1989 | 19.936   |
| 2002 | 21.745   |
| 2010 | 21.375   |